# Världsutställningen 1873

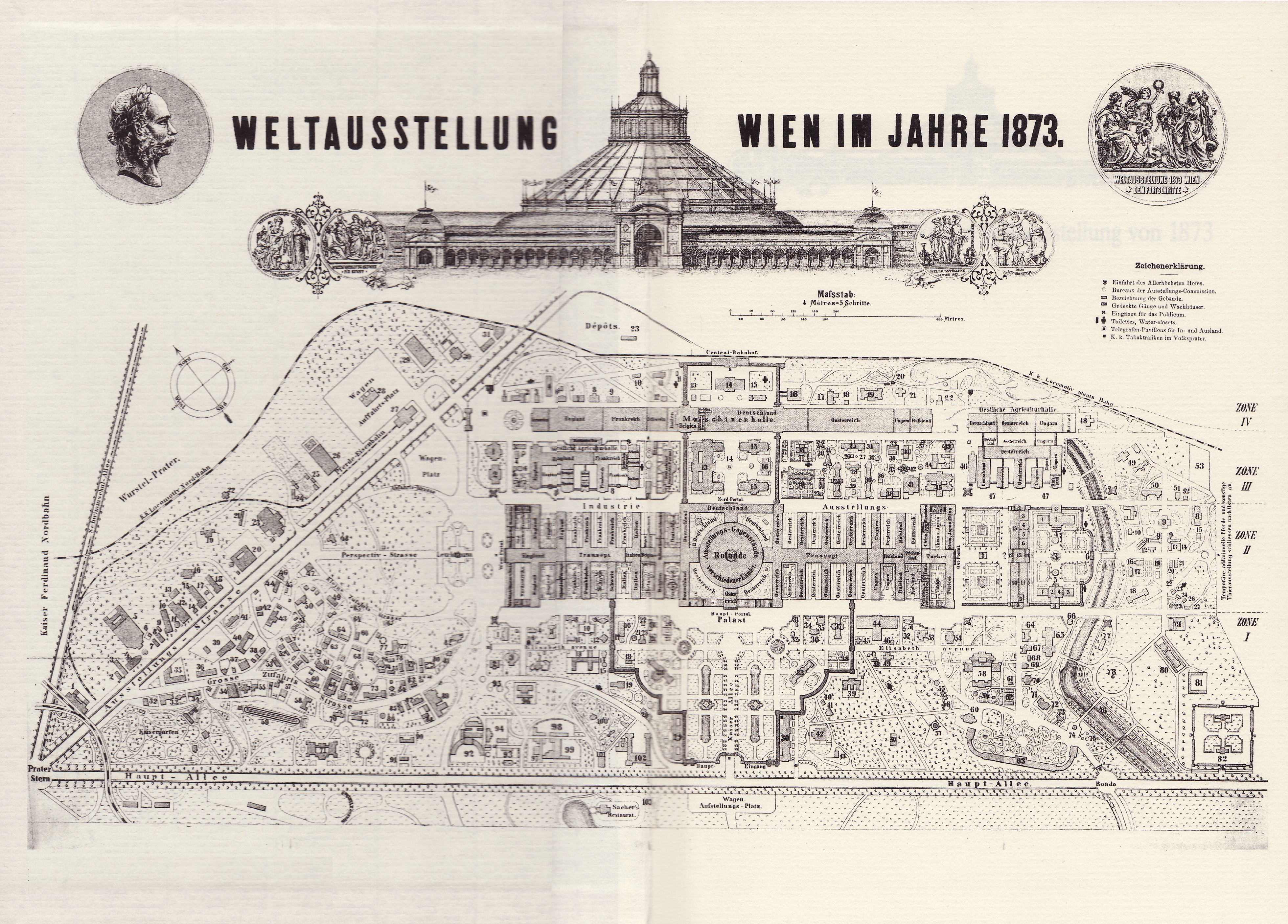
Byggnadernas placering runt Rotundan.

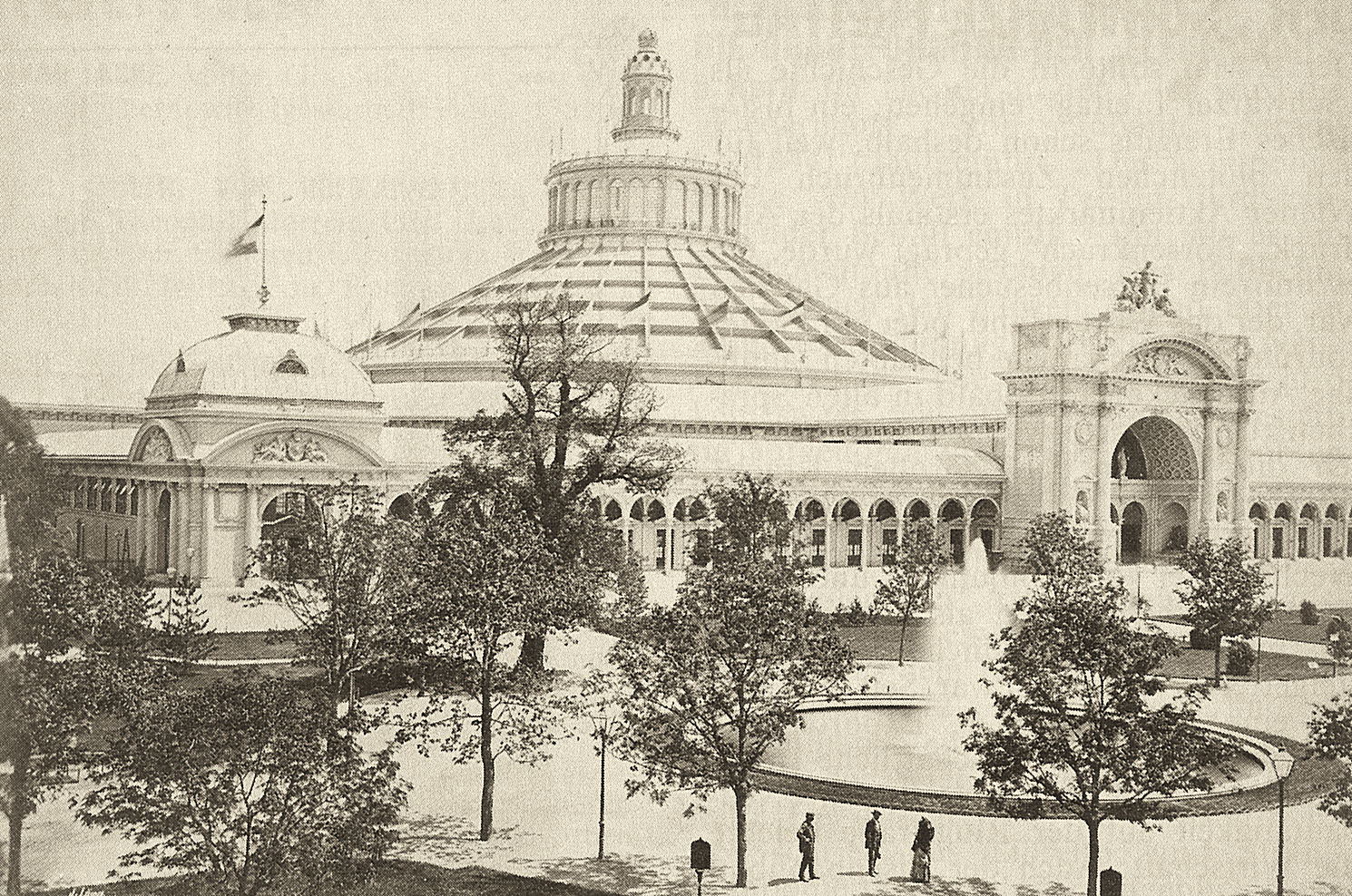
"Rotundan" uppfördes till världsutställningen. Den förstördes 1937 i en eldsvåda.

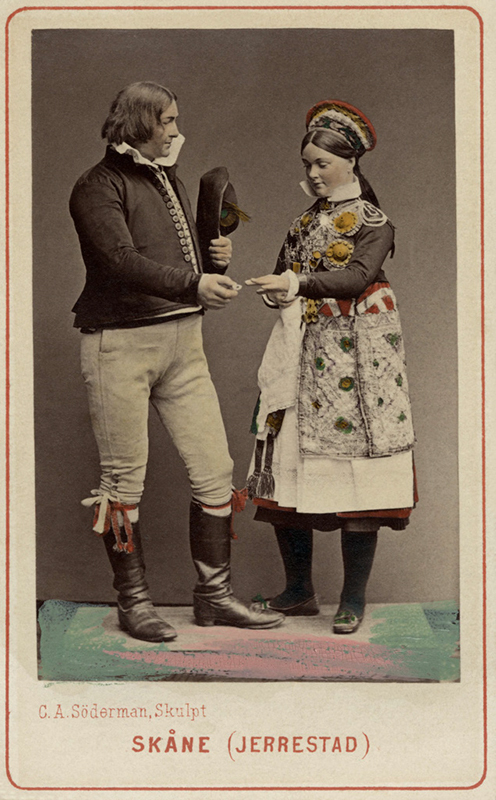
Dockor med folkdräkter från Järrestad, Skåne som visades på världsutställningen. Nordiska museet NMA.0039768

Världsutställningen 1873 hölls 1 maj till 2 november 1873 i Wien, huvudstad i Österrike-Ungern. Det var den femte världsutställningen och den första som hölls i ett tysktalande land. Utställningen hade 53 000 utställare (Nordisk familjebok anger 42 000) från 35 länder och 7,25 miljoner besökare.
Redan strax efter den första världsutställningen 1851 i London började man i Wien diskutera möjligheten att ordna något liknande. Efter Österrikes nederlag i andra italienska frigörelsekriget 1859 (mot Piemont-Sardinien) och Tyska enhetskriget 1866 (mot Preussen) fanns ett behov att bygga upp ett nytt nationellt självförtroende. Projektet stöddes både av liberala politiker anförda av Wiens borgmästare Cajetan Felder och av företrädare för Österrikes lantbruk och industri, däribland industriledaren baron Franz von Wertheim. Planeringen anförtroddes åt Wilhelm Schwarz-Senborn. I det officiella programmet tillkännagavs att den internationella utställningen skulle skildra samtidens kulturella och ekonomiska liv och understödja dess fortsatta utveckling.
Utställningsområdet förlades till Pratern i Wien, ett tidigare kejserligt jaktrevir som 1766 hade öppnats som en stor park för allmänheten. Av parkens 6 kvadratkilometer, röjdes ett 230 hektar (2,3 km²) stort område för världsutställningen, nära fem gånger så stort som Marsfältet i Paris (48 hektar) som var plats för den föregående världsutställningen 1867.
Mässhallarna byggdes i ett "fiskbensmönster" omkring en stor rotunda, 85 meter hög och med 110 meters diameter, varifrån två armar gick ut, som vardera genomskars av åtta tvärhallar. Hela denna huvudbyggnad var 930 meter lång och 210 meter bred. Dessutom fanns flera fristående paviljonger utspridda i parken, varav de största var den 820 meter långa maskinhallen och den 210 meter långa konsthallen. Genremålaren Antonio Rotta får det internationella priset för måleri.
Praterns berömda pariserhjul "Wiener Riesenrad" byggdes först 1897 och har inget samband med världsutställningen 1873. Den stora rotundan förstördes genom eldsvåda 1937. Mässområdet används för utställningar än idag, under namnet Messe Wien.